# Loren C. Ball
| Voir #Liste des planètes mineures découvertes |

Loren C. Ball, né en 1948 à Watonga (Oklahoma, États-Unis), est un astronome amateur américain.Il est sous contrat avec la NASA via l'Université de l'Alabama à Huntsville pour faire de la vulgarisation à des groupes scolaires et des organisations. En date de 2024, il fait la promotion de l'éducation aux astéroïdes dans des écoles et sur les réseaux sociaux.
Le Centre des planètes mineures le crédite de la découverte de 111 astéroïdes entre 2000 et 2004. Toutes ses découvertes furent faites avec un télescope Schmidt-Cassegrain Meade LX200 (en) de 16 pouces (41 cm) à partir de l'observatoire construit sur le toit de sa propre maison, l'observatoire d'Emerald Lane (en anglais Emerald Lane Observatory ; code UAI 843), située à Decatur, en Alabama, aux États-Unis,,,. Il a notamment découvert un astéroïde troyen de Jupiter : (153757) 2001 UN210, situé au point de Lagrange L5 du système Soleil-Jupiter (camp troyen).
L'astéroïde de la ceinture principale (16095) Lorenball, découvert le 8 octobre 1999 dans le cadre du Catalina Sky Survey, a été nommé en son honneur. La citation de nommage officielle a été publiée par le Centre des planètes mineures le 8 novembre 2019 (M.P.C. 118219).

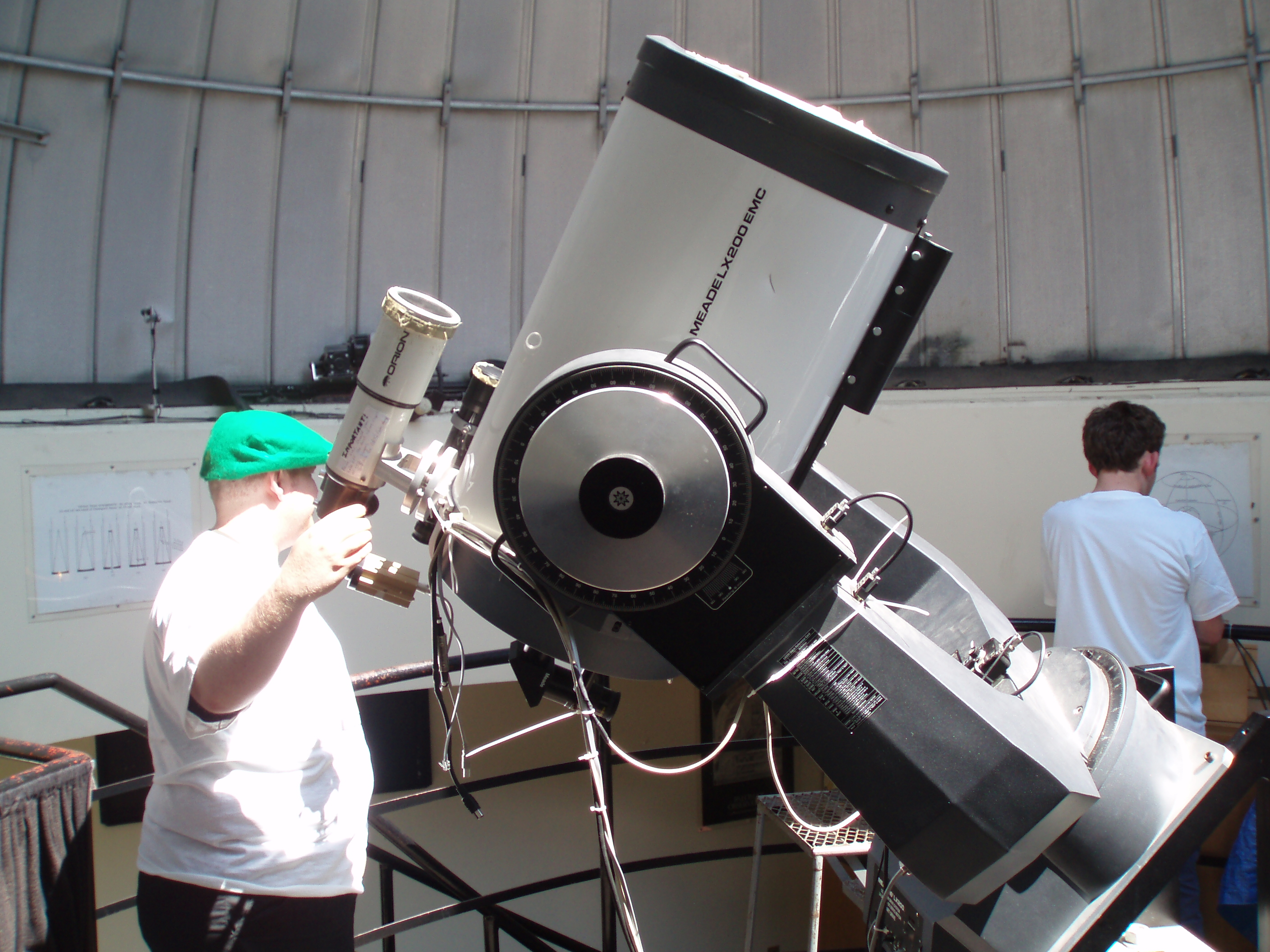
Un télescope Meade LX200 de 16 pouces (40,64 cm) à l'observatoire de l'université York. Le télescope utilisé par Loren Ball est du même type.

## Liste des planètes mineures découvertes
| Planète mineure          | Date de découverte | Liste                                       |
| ------------------------ | ------------------ | ------------------------------------------- |
| (34351) Decatur          | 3 septembre 2000   | Liste des planètes mineures (34001-35000)   |
| (51599) Brittany         | 28 avril 2001      | Liste des planètes mineures (51001-52000)   |
| (61400) Voxandreae       | 25 août 2000       | Liste des planètes mineures (61001-62000)   |
| (62701) Davidrankin      | 7 octobre 2000     | Liste des planètes mineures (62001-63000)   |
| (64123) 2001 TS18        | 15 octobre 2001    | Liste des planètes mineures (64001-65000)   |
| (65260) 2002 GE2         | 6 avril 2002       | Liste des planètes mineures (65001-66000)   |
| (72834) Guywells         | 25 avril 2001      | Liste des planètes mineures (72001-73000)   |
| (73073) Jannaleuty       | 4 avril 2002       | Liste des planètes mineures (73001-74000)   |
| (73196) 2002 JZ10        | 8 mai 2002         | Liste des planètes mineures (73001-74000)   |
| (78284) 2002 PC43        | 11 août 2002       | Liste des planètes mineures (78001-79000)   |
| (83596) 2001 SC263       | 25 septembre 2001  | Liste des planètes mineures (83001-84000)   |
| (88377) 2001 PK29        | 15 août 2001       | Liste des planètes mineures (88001-89000)   |
| (92586) Jaxonpowell      | 9 août 2000        | Liste des planètes mineures (92001-93000)   |
| (93164) Gordontelepun    | 29 septembre 2000  | Liste des planètes mineures (93001-94000)   |
| (93466) 2000 TO          | 2 octobre 2000     | Liste des planètes mineures (93001-94000)   |
| (93490) 2000 TV33        | 8 octobre 2000     | Liste des planètes mineures (93001-94000)   |
| (94404) 2001 SO287       | 30 septembre 2001  | Liste des planètes mineures (94001-95000)   |
| (105272) 2000 QD25       | 26 août 2000       | Liste des planètes mineures (105001-106000) |
| (105508) 2000 RA9        | 3 septembre 2000   | Liste des planètes mineures (105001-106000) |
| (106096) 2000 TQ         | 2 octobre 2000     | Liste des planètes mineures (106001-107000) |
| (108917) 2001 PX14       | 15 août 2001       | Liste des planètes mineures (108001-109000) |
| (112483) Missjudy        | 1 août 2002        | Liste des planètes mineures (112001-113000) |
| (112484) 2002 PB1        | 4 août 2002        | Liste des planètes mineures (112001-113000) |
| (112539) 2002 PB40       | 8 août 2002        | Liste des planètes mineures (112001-113000) |
| (114910) 2003 QA29       | 24 août 2003       | Liste des planètes mineures (114001-115000) |
| (115492) Watonga         | 23 octobre 2003    | Liste des planètes mineures (115001-116000) |
| (119195) Margaretgreer   | 25 août 2001       | Liste des planètes mineures (119001-120000) |
| (120148) 2003 GO51       | 12 avril 2003      | Liste des planètes mineures (120001-121000) |
| (125266) 2001 VG         | 7 novembre 2001    | Liste des planètes mineures (125001-126000) |
| (128345) Danielbamberger | 15 avril 2004      | Liste des planètes mineures (128001-129000) |
| (131327) 2001 HC23       | 27 avril 2001      | Liste des planètes mineures (131001-132000) |
| (131414) 2001 NB6        | 14 juillet 2001    | Liste des planètes mineures (131001-132000) |
| (131446) 2001 QP100      | 24 août 2001       | Liste des planètes mineures (131001-132000) |
| (132296) 2002 GB1        | 4 avril 2002       | Liste des planètes mineures (132001-133000) |
| (132298) 2002 GD2        | 6 avril 2002       | Liste des planètes mineures (132001-133000) |
| (140603) 2001 UQ         | 18 octobre 2001    | Liste des planètes mineures (140001-141000) |
| (140632) 2001 UQ17       | 26 octobre 2001    | Liste des planètes mineures (140001-141000) |
| (140633) 2001 UR17       | 26 octobre 2001    | Liste des planètes mineures (140001-141000) |
| (142155) 2002 RT28       | 6 septembre 2002   | Liste des planètes mineures (142001-143000) |
| (144553) 2004 FB6        | 23 mars 2004       | Liste des planètes mineures (144001-145000) |
| (148772) 2001 UU2        | 20 octobre 2001    | Liste des planètes mineures (148001-149000) |
| (153175) 2000 UN2        | 24 octobre 2000    | Liste des planètes mineures (153001-154000) |
| (153757) 2001 UN210      | 21 octobre 2001    | Liste des planètes mineures (153001-154000) |
| (154345) 2002 WS18       | 29 novembre 2002   | Liste des planètes mineures (154001-155000) |
| (156036) 2001 SD         | 16 septembre 2001  | Liste des planètes mineures (156001-157000) |
| (158330) 2001 WK2        | 18 novembre 2001   | Liste des planètes mineures (158001-159000) |
| (160165) 2001 UR         | 18 octobre 2001    | Liste des planètes mineures (160001-161000) |
| (163363) 2002 OV19       | 29 juillet 2002    | Liste des planètes mineures (163001-164000) |
| (166422) 2002 PS1        | 5 août 2002        | Liste des planètes mineures (166001-167000) |
| (166857) 2002 XE         | 1 décembre 2002    | Liste des planètes mineures (166001-167000) |
| (170072) 2002 VG128      | 14 novembre 2002   | Liste des planètes mineures (170001-171000) |
| (173449) 2000 QO6        | 25 août 2000       | Liste des planètes mineures (173001-174000) |
| (173875) 2001 UQ14       | 24 octobre 2001    | Liste des planètes mineures (173001-174000) |
| (177191) 2003 UD10       | 20 octobre 2003    | Liste des planètes mineures (177001-178000) |
| (180683) 2004 HF         | 16 avril 2004      | Liste des planètes mineures (180001-181000) |
| (182595) 2001 UH18       | 29 octobre 2001    | Liste des planètes mineures (182001-183000) |
| (183379) 2002 XL44       | 7 décembre 2002    | Liste des planètes mineures (183001-184000) |
| (187987) 2001 RJ43       | 12 septembre 2001  | Liste des planètes mineures (187001-188000) |
| (189076) 2001 HN         | 16 avril 2001      | Liste des planètes mineures (189001-190000) |
| (193801) 2001 PV13       | 14 août 2001       | Liste des planètes mineures (193001-194000) |
| (193947) 2001 RA46       | 15 septembre 2001  | Liste des planètes mineures (193001-194000) |
| (194124) 2001 SD263      | 25 septembre 2001  | Liste des planètes mineures (194001-195000) |
| (195511) 2002 HV5        | 19 avril 2002      | Liste des planètes mineures (195001-196000) |
| (195874) 2002 RC1        | 3 septembre 2002   | Liste des planètes mineures (195001-196000) |
| (203866) 2002 XF         | 1 décembre 2002    | Liste des planètes mineures (203001-204000) |
| (205558) 2001 SF273      | 27 septembre 2001  | Liste des planètes mineures (205001-206000) |
| (209155) 2003 UE10       | 20 octobre 2003    | Liste des planètes mineures (209001-210000) |
| (213785) 2003 FZ4        | 25 mars 2003       | Liste des planètes mineures (213001-214000) |
| (219382) 2000 SU89       | 29 septembre 2000  | Liste des planètes mineures (219001-220000) |
| (219590) 2001 TQ18       | 15 octobre 2001    | Liste des planètes mineures (219001-220000) |
| (222873) 2002 GL         | 3 avril 2002       | Liste des planètes mineures (222001-223000) |
| (237607) 2001 QQ71       | 21 août 2001       | Liste des planètes mineures (237001-238000) |
| (239965) 2001 NC6        | 14 juillet 2001    | Liste des planètes mineures (239001-240000) |
| (242244) 2003 SW217      | 28 septembre 2003  | Liste des planètes mineures (242001-243000) |
| (243777) 2000 SJ         | 19 septembre 2000  | Liste des planètes mineures (243001-244000) |
| (247588) 2002 TW92       | 2 octobre 2002     | Liste des planètes mineures (247001-248000) |
| (259901) 2004 EL         | 11 mars 2004       | Liste des planètes mineures (259001-260000) |
| (264594) 2001 UM1        | 19 octobre 2001    | Liste des planètes mineures (264001-265000) |
| (270980) 2002 WJ11       | 25 novembre 2002   | Liste des planètes mineures (270001-271000) |
| (286262) 2001 VK17       | 12 novembre 2001   | Liste des planètes mineures (286001-287000) |
| (286762) 2002 HU4        | 16 avril 2002      | Liste des planètes mineures (286001-287000) |
| (287059) 2002 RF1        | 4 septembre 2002   | Liste des planètes mineures (287001-288000) |
| (287436) 2002 XP3        | 2 décembre 2002    | Liste des planètes mineures (287001-288000) |
| (287622) 2003 HO16       | 28 avril 2003      | Liste des planètes mineures (287001-288000) |
| (288473) 2004 FA6        | 23 mars 2004       | Liste des planètes mineures (288001-289000) |
| (297382) 2000 QC         | 21 août 2000       | Liste des planètes mineures (297001-298000) |
| (298268) 2002 XG         | 1 décembre 2002    | Liste des planètes mineures (298001-299000) |
| (298353) 2003 KU16       | 28 mai 2003        | Liste des planètes mineures (298001-299000) |
| (302625) 2002 RD1        | 4 septembre 2002   | Liste des planètes mineures (302001-303000) |
| (313062) 2000 SS89       | 29 septembre 2000  | Liste des planètes mineures (313001-314000) |
| (317288) 2002 GR1        | 5 avril 2002       | Liste des planètes mineures (317001-318000) |
| (323243) 2003 SO201      | 23 septembre 2003  | Liste des planètes mineures (323001-324000) |
| (333352) 2001 UK6        | 22 octobre 2001    | Liste des planètes mineures (333001-334000) |
| (334264) 2001 UH6        | 22 octobre 2001    | Liste des planètes mineures (334001-335000) |
| (337704) 2001 UJ6        | 22 octobre 2001    | Liste des planètes mineures (337001-338000) |
| (337814) 2001 VG2        | 10 novembre 2001   | Liste des planètes mineures (337001-338000) |
| (344229) 2001 SC         | 16 septembre 2001  | Liste des planètes mineures (344001-345000) |
| (344291) 2001 UQ4        | 21 octobre 2001    | Liste des planètes mineures (344001-345000) |
| (344455) 2002 LE47       | 15 juin 2002       | Liste des planètes mineures (344001-345000) |
| (354414) 2003 VA         | 1 novembre 2003    | Liste des planètes mineures (354001-355000) |
| (357096) 2001 TR18       | 15 octobre 2001    | Liste des planètes mineures (357001-358000) |
| (373481) 2000 TP         | 2 octobre 2000     | Liste des planètes mineures (373001-374000) |
| (390557) 2000 UL2        | 24 octobre 2000    | Liste des planètes mineures (390001-391000) |
| (399394) 2001 SL287      | 29 septembre 2001  | Liste des planètes mineures (399001-400000) |
| (405121) 2002 GF2        | 6 avril 2002       | Liste des planètes mineures (405001-406000) |
| (415816) 2001 QT71       | 21 août 2001       | Liste des planètes mineures (415001-416000) |
| (434064) 2001 VX71       | 12 novembre 2001   | Liste des planètes mineures (434001-435000) |
| (601867) 2013 UL12       | 1 septembre 2002   | Liste des planètes mineures (601001-602000) |
| (629360) 2001 UR4        | 21 octobre 2001    | Liste des planètes mineures (629001-630000) |
| (661253) 2004 EM         | 11 mars 2004       | Liste des planètes mineures (661001-662000) |
| (720301) 2000 SK         | 19 septembre 2000  | Liste des planètes mineures (720001-721000) |